# Club Balonmano Cantabria
El Club Balonmano Cantabria és un equip cantàbric d'handbol de la ciutat de Santander, essent un dels equips amb millor palmarès a nivell nacional i europeu d'handbol. El club es fundà el 1975 sota la denominació de Grupo Deportivo Teka Santander, no adoptant la seva denominació actual fins al 1995.
El seu primer títol oficial l'aconseguí l'any 1989 en imposar-se en la Copa del Rei al FC Barcelona, en un any en què quedaríen subcampions de Lliga. La temporada següent aconseguirien el seu primer títol internacional, la Recopa d'Europa d'handbol.
L'any 1991 i 1992 aconseguiren guanyar la Copa ASOBAL i el 1993 la evaprimer Lliga ASOBAL, així com la Supercopa d'Espanya d'handbol i la Copa EHF. Posteriorment, l'any 1994 aconseguiren el seu títol més important fins avui, la Copa d'Europa d'handbol, així com renovar el títol de Lliga.
Després de la històrica temporada de 1994 l'equip seguí guanyant títols com la Copa del Rei i la Supercopa d'Espanya d'handbol de 1995, la Copa ASOBAL de 1997 i 1998 o la Recopa d'Europa d'handbol de 1998, això no obstant, a partir de la temporada 1999/00 l'equip encadenà una sèrie de temporades sense títols que acabaren de forma tràgica la temporada 2006/07 amb el descens a Divisió d'Honor "B", si bé administrativament aconseguí mantenir la categoria al renunciar a la categoria el Club Balonmano Altea.
La temporada 2007/08, malgrat aconseguir "in-extremis" la salvació del descens esportivament, l'equip fou descendit per motius administratius econòmics. L'equip tampoc s'inscrigué a la Divisió d'Honor "B". El 2008 finalment es va dissoldre el club.

## Palmarès
- 1 Copa d'Europa: 1994
- 2 Recopa d'Europa: 1990 i 1998
- 1 Copa EHF: 1993
- 2 Lliga ASOBAL: 1993 i 1994
- 2 Copa del Rei: 1989 i 1995
- 4 Copa ASOBAL: 1991, 1992, 1997 i 1998
- 2 Supercopa d'Espanya: 1993 i 1995